# Discografia de Motionless in White
A discografia de Motionless in White, uma banda de metal da Pensilvânia conhecida por combinar o gênero metalcore com influências góticas, consiste em cinco álbuns de estúdio, dois EP e um álbum demo. A banda gravou sua demo em 2005 como uma banda de quatro integrantes, e lançou seu EP de estreia, The Whorror, pela Masquerade Recordings em 2007, quando o grupo atingiu seis membros no line-up.
Motionless in White lançou cinco álbuns de estúdios completos. Houve uma ocorrência de que o seu segundo EP, When Love Met Destruction, foi originalmente gravado com músicas suficientes e tempo para ser considerado um álbum de estúdio completo, embora ele nunca foi lançado oficialmente. Todas as onze faixas vazaram na internet, no entanto, ele é mais conhecido na sua forma extended play, a metade das faixas foram mais tarde re-gravadas com o seu guitarrista atual, Ryan Sitkowski, e foi distribuída através da Tragic Hero Records com qualidade da produção elevada em 2009. Durante a gravação do EP When Love Met Destruction, a banda assinou com a Fearless Records onde lançou seu álbum de estréia, Creatures em 2010.